# Sean Kenney
Sean David Kenney (* 13. března 1944 Boston, Massachusetts) je americký herec a fotograf. V letech 1966 a 1967 se objevil v epizodních rolích sci-fi seriálu Star Trek nejprve jako postižený kapitán Christopher Pike (epizody „Zvěřinec I“ a „Zvěřinec II“), poté jako navigátor a kormidelník poručík DePaul (epizody „Aréna“ a „Příchuť zkázy“). Svůj filmový debut absolvoval v komedii The Impossible Years (1968), v první polovině 70. let 20. století se objevil v menších rolích několika filmů. Jeho posledním byl snímek Slumber Party '57 z roku 1976. V současnosti pracuje jako profesionální fotograf.

## Filmografie
- The Impossible Years (1968; není uveden v titulcích)
- How's Your Love Life? (1971) .... Steve Roberts
- Machismo: 40 Graves for 40 Guns (1971) .... Wichita
- The Toy Box (1971; jako Evan Steel) .... Ralph
- The Corpse Grinders (1972) .... Dr. Howard Glass
- The Manson Massacre (1972)
- Roadside Service (1973; jako Evan Steel)
- Cycle Psycho (1973) .... Romeo
- Terminal Island (1973) .... Bobby
- Slumber Party '57 (1976) .... Cal